# Pavel Mejdr
Pavel Mejdr (* 14. ledna 1965) je bývalý český fotbalista, obránce.

## Fotbalová kariéra
Hrál za Spartu Praha, FC Viktoria Plzeň, SC Xaverov Horní Počernice, FC Příbram, SK Dynamo České Budějovice, FK Baník Most a FC Střížkov. Se Spartou získal v roce 1987 mistrovský titul. V lize odehrál 89 utkání.